# Bromus cappadocicus
Bromus cappadocicus là một loài thực vật có hoa trong họ Hòa thảo. Loài này được Boiss. & Balansa mô tả khoa học đầu tiên năm 1857.